# Candaulesimo

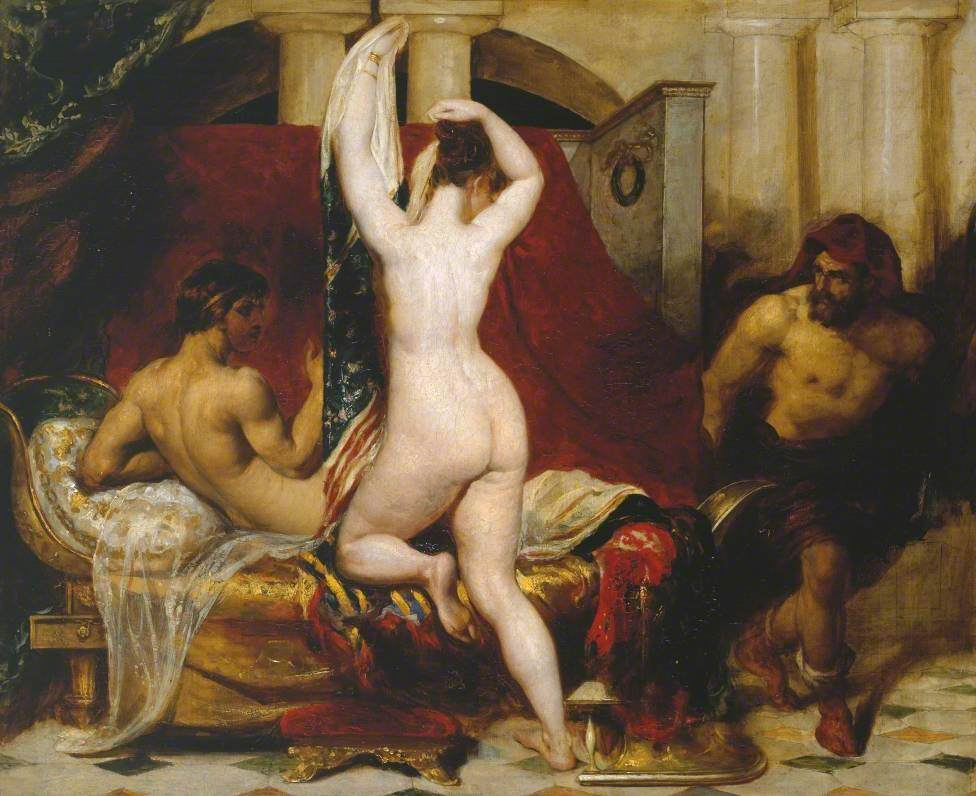
La leggenda di Candaule in un dipinto di William Etty

Il termine candaulesimo indica la pratica o fantasia umana di tipo sessuale con la quale il soggetto prova soddisfacimento erotico nell'esporre le nudità del partner al voyeurismo altrui. Non è da confondere con la triolagnia o cuckoldismo con cui può intrecciarsi.

## Definizione
Il candaulesimo si differenzia da altre pratiche esibizioniste in quanto non mira a procurare sentimenti di vergogna o di umiliazione, non fa uso di minaccia o intimidazione e non ha per scopo la vendetta a scapito della persona esibita; al contrario, viene tratto piacere dalle reazioni d'ammirazione o di desiderio che può provocare l'esibizione del partner. La pratica può portare a trarre soddisfazione sessuale dal vedere il partner mettere in pratica atti sessuali con una terza persona. 
Il nome deriva da una vicenda narrata da Erodoto nelle sue Storie a proposito di Candaule, re di Lidia dell'VIII secolo a.C., che fece vedere di nascosto sua moglie nuda alla guardia del corpo Gige.